# Comuna Ruda-Koltivska, Zolociv
Ruda-Koltivska (în ucraineană Руда-Колтівська) este o comună în raionul Zolociv, regiunea Liov, Ucraina, formată din satele Hmeleva, Opakî și Ruda-Koltivska (reședința).

## Demografie
Componența lingvistică a comunei Ruda-Koltivska
     Ucraineană (97,88%)
     Alte limbi (0,15%)
Conform recensământului din 2001, majoritatea populației comunei Ruda-Koltivska era vorbitoare de ucraineană (97,88%), existând în minoritate și vorbitori de polonă (1,82%).